# Blanca Rodríguez Millán
Blanca Rodríguez Millán (Touro, 24 de junio de 1991), más conocida como Blanca Millán, es una dibujante, pintora e  ilustradora gallega.

## Trayectoria
En 2013 se graduó en bellas artes en la  facultad de Bellas Artes de Pontevedra en Pontevedra. Participó ese mismo año, en la exposición colectiva Do final e do comezo en el Museo de Pontevedra con su Trabajo de Fin de Grado Suspiros entre fibras. También hizo una exposición en solitario en el Centro Empresarial do Tambre.[cita requerida]
En 2015 termina el  Master Universitario en Libro Ilustrado y Animación Audiovisual de la Universidad de Vigo. Ha ilustrado libros de literatura infantil y juvenil y así como libros para adultos tanto en gallego como en español.[cita requerida]

## Obras
Obra en gallego:
- A Maxia de Mamá (Ediciones Bolanda, 2017). ISBN: 9788469779644.
- Manuela (Con texto de R.J. Peralta; Ediciones Bolanda, 2017). ISBN: 9788469779651.
- Lola e as 21 vacas (Con texto de Blas Rueda; Triqueta Verde Editora, 2018). ISBN: 9788494186066.
- CANTAMOS? (Con canciones de Luis Vallecillo y texto de Celtia Figueiras; Grúa Ediciones, 2018). ISBN: 978840903640.

Obra en español:
- 21 vacas y un gato (Con texto de Blas Rueda; Triqueta Verde Editora, 2018). ISBN: 9788494186080.
- Por Vosotros (Con texto de Paula Merlán; Editorial Cuento de Luz, 2021). ISBN: 9788418302084.
- La Bibliotecaria (Con texto de Sandra Alonso; Alaestrella Editorial, 2021). ISBN: 9788412196627.
- Blanca lana muñeca de Nieve (Con texto de Gema López; Editorial Cuento de luz y Fundación Gil Gayarre, 2021.

## Premios
- Accésit en el Certamen de Cuentos Ilustrados Infantiles ‘Disfruta de él Sol sin dejarte lana Piel’ por Pato Mareado él Sol ha Llegado, 2014.[2]
- Estrella Kirkus de la revista norteamericana Kirkus Reviews al libro Juego de Niños, 2020.